# Yango (biennale)
Pour les articles homonymes, voir Yango.
Yango est une biennale d'art contemporain qui se tient à Kinshasa (République démocratique du Congo) depuis 2014. Elle a été fondée par le photographe congolais Kiripi Katembo,.
En langue lingala, yango signifie «c'est ça», «avance».

## Yango I – Avancer
La première édition de Yango s'est tenue en novembre et décembre 2014 dans six lieux de Kinshasa, dont l'Académie des Beaux-Arts, l'Institut Français de Kinshasa, le Centre Wallonie Bruxelles et la place de la Gare centrale, sous le commissariat de Sithabile Mlotshwa.
Une trentaine d'artistes y ont exposé, venus d'Afrique, mais aussi de Belgique et de Chine (dont Freddy Tsimba, Chéri Samba, Kiripi Katembo, Ousmane Mbaye, Mega Mingedi, David Kazadi, Francis Mampuya, Kura Shomali, etc.),.

## Yango II – Nous n'attendrons pas demain
La deuxième édition se tient entre 2020 et 2022, sous le commissariat de Nadia Yala Kisukidi et Sara Alonso Gómez.